# Уртачирчикский район
Уртачирчикский район (тума́н; узб. Oʻrtachirchiq tumani / Ўртачирчиқ тумани) — район в Ташкентской области Узбекистана. Административный центр — городской посёлок Карасу.

## История
Был образован в 1926 году под названием Среднечирчикский район. В 1938 году вошёл в состав Ташкентской области. 7 марта 1959 года к Среднечирчикскому району был присоединён Уртасарайский район. В 1992 году переименован в Уртачирчикский район.

## Административно-территориальное деление
По состоянию на 1 января 2011 года в состав района входят:
- Город Нурафшан[4].
- 5 городских посёлков:

1. Карасу,
2. Кучлик,
3. Шоликор,
4. Туябугуз,
5. Янгихаят.

- 13 сельских сходов граждан:

1. Ак-Ата,
2. Ангар,
3. Дустлик,
4. Истиклол,
5. Карасу,
6. Кумовул,
7. имени Навои,
8. Пахтаабад,
9. Пахтакор,
10. Урта-Сарай,
11. Уйшун,
12. Юнучкала,
13. Янгитурмуш.